# کلیسای مدافع
کلیسای یادبود جورج دبلیو ساوث، که به عنوان کلیسای اسقفی پروتستان یادبود جورج دبلیو. نیز شناخته می‌شود، یک کلیسای تاریخی که در خیابان ۱۸ خیابان دیاموند در شمال فیلادلفیا، پنسیلوانیا، ایالات متحده آمریکا واقع شده‌است.

## تاریخچه
این کلیسا از سال ۱۸۸۷ تا ۱۸۹۷ به عنوان یادبودی برای تاجر و رهبر مدنی جورج دبلیو ساوت ساخته شد. این کلیسا توسط چارلز مارکدنت برنز (۱۸۳۸–۱۹۲۲) معمار برجسته کلیسا در اواخر قرن ۱۹ و اوایل قرن ۲۰ طراحی شده‌است. این بنا قرار بود به عنوان کلیسای جامع اسقفی فیلادلفیا خدمت کند.
در ۲۹ ژوئیه ۱۹۷۴، این کلیسا محل انتصاب یازده فیلادلفیا، اولین کشیش زن در کلیسای اسقفی بود.
این کلیسا شامل مجموعه ای از ۱۴ نقاشی دیواری است که تصاویری از تجربه سیاهان در آمریکا، از جمله برده‌داری، رهایی، و صحنه‌هایی از جنبش حقوق مدنی را به تصویر می‌کشد. آنها بین سالهای ۱۹۷۳ و ۱۹۷۶ توسط هنرمند فیلادلفیا والتر ادموندز و ریچارد جی واتسون نقاشی شدند. نقاشی‌های دیواری را می‌توان در درجه اول در گذرگاه‌ها و راهروهای کلیسا یافت. پدر واشینگتن این نقاشی‌های دیواری را در پاسخ به سیاه‌پوستانی که احساس می‌کردند تجربه آفریقایی-آمریکایی‌ها در کلیسا تأیید نشده بود، با وجود این واقعیت که اکثریت جامعه آفریقایی-آمریکایی بودند، سفارش داد. هر یک از چهارده نقاشی دیواری توسط ادموندز یا واتسون کشیده شده‌است که هر کدام سبک هنری بسیار متفاوتی دارند. قطعات ادموندز بیشتر در سایه‌های آتشین نارنجی و زرد هستند و ظلم خشونت‌آمیز سیاهان را در آمریکا به تصویر می‌کشند. واتسون، از سوی دیگر، از پالت سردتری در نقاشی‌های خود استفاده کرد تا غم و اندوه را در تجربه سیاه و اهمیت به یاد ماندن این تاریخ به عنوان راهی برای یافتن شجاعت برای آینده بیان کند.
این کلیسا در سال ۱۹۸۰ به فهرست ملی اماکن تاریخی اضافه شد و در ۱۹ ژوئن ۱۹۹۶ به عنوان یک بنای تاریخی ملی تعیین شد. این نام برجسته، کلیسا را به عنوان یکی از بهترین نمونه‌های معماری احیای گوتیک، با مجموعه کاملی از پنجره‌های شیشه‌ای رنگی که توسط شرکت انگلیسی کلیتون اند بل ارائه شده، ذکر کرده‌است. همچنین به نقش مداوم کلیسا در فعالیت برای حقوق مدنی آفریقایی آمریکایی اشاره کرد.
کلیسای مدافع به عنوان فضای میزبان برای پناهگاه هنر، یک برنامه اجرای هنر سیاه در قلب جامعه سیاه پوستان عمل می‌کند.